# Social Intercourse (Smashed Gladys)
Social Intercourse è il secondo album degli Smashed Gladys, uscito nel 1988 per l'Etichetta discografica Elektra Records.

## Tracce
1. Lick It into Shape (Cato, Lewis) 3:52
2. 17 Goin' on Crazy (Cato, Lewis) 3:53
3. Play Dirty (Cato, Lewis) 4:04
4. Dive in the Dark (Cato, Lewis, Malo) 3:36
5. Eye of the Storm (Lewis) 4:17
6. Hard to Swallow (Cato, Lewis) 4:06
7. Legs Up (Cato, Lewis) 4:23
8. Eye for an Eye (Cato, Lane) 4:16
9. Cast of Nasties (Cato, Lewis) 4:21
10. Sermonette (Cato, Lewis) 4:44

## Formazione
- Sally Cato - voce
- Bart Lewis - chitarra
- Roger Lane - chitarra
- J.D. Malo - basso
- Matt Stellutto - batteria

### Altri musicisti
- John Ray Sierra - pianoforte
- Bob Kinkel - sintetizzatori
- Ozzy Osbourne - voce nella traccia 9